# Dreifachmord von Rettendon
Der Dreifachmord von Rettendon (engl.: The Rettendon Triple Murders, auch Essex Range Rover Murders) ist ein Mordfall aus dem Drogenmilieu, der die britische Justiz jahrelang beschäftigte.

## Tatumstände
Am 7. Dezember 1995 wurden die Leichen dreier Männer in einem Range Rover auf einem abgelegenen Feldweg in Rettendon entdeckt. Die Tatumstände deuteten auf eine Exekution hin: Den drei Männern war mit einer Vorderschaftrepetierflinte ins Gesicht geschossen worden. Alle drei Opfer waren dem Drogenhändlermilieu von Essex zuzuordnen und dort unter dem Namen „Essex Boys“ bekannt.

## Opfer
Tony Tucker, Craig Rolfe und Pat Tate gehörten der Clubszene von London an. 1986 wurde Bernard O’Mahoney aus dem Gefängnis entlassen. Er arbeitete als Türsteher im Nachtclub „Raquels“, der bekannt für seine Schlägereien war. 1993 wurde Tony Tucker sein Partner. Tucker leitete eine Security-Firma und vertrieb Bodybuilding-Geräte. Er war zudem eine Zeitlang Bodyguard des Profiboxers Nigel Benn. Nachdem der Club von der Gewalt befreit wurde, übernahmen Tony Tucker und seine Partner Craig Rolfe und Pat Tate den Handel mit Ecstasy. Rolfe und Tate waren beide als Drogenhändler bekannt. Rolfe wurde zur Tatzeit verdächtigt, einen rivalisierenden Drogenhändler umgebracht zu haben. Auch Tate war für seine gewalttätigen Aktionen bekannt. Die Gruppe wurde später als „Essex Boys“ bekannt und zählte zu den größten Drogenhändlern in Großbritannien. Sie sollen auch Leah Betts beliefert haben, die erste einer breiten Öffentlichkeit bekannt gewordene Ecstasy-Tote im Vereinigten Königreich.
Carlton Leach, Leiter einer Security-Firma und befreundet mit den „Essex Boys“, beschreibt in seinem Buch The Rise of the Footsoldier wie Tucker und seine Freunde immer stärker ins Drogenmilieu abrutschten und regelmäßig Drogen und Steroide konsumierten. Kurz vor dem Mord sei eine größere Sache geplant gewesen.

## Die mutmaßlichen Täter
Die Ermittlungen der Polizei konzentrierten sich zunächst auf die Drogenszene von Essex. Im Mai 1996 meldete sich ein Polizeiinformant namens Darren Nicholls bei der Polizei. Er gab an, der Fluchtwagenfahrer der mutmaßlichen Täter Mickey Steele und Jack Whomes gewesen zu sein. Nach der Aussage wurde Nicholls ins Zeugenschutzprogramm aufgenommen. Mickey Steele war ebenfalls im Drogenhandel tätig und als „Mickey the Pilot“ bekannt. Er soll außerdem eine Affäre mit Pat Tates Frau gehabt haben.
Im September 1997 begann das Verfahren gegen Steele und Whomes im Old Bailey. Die beiden wurden im Januar zu einer lebenslangen Haftstrafe verurteilt, die im Wesentlichen auf der Aussage von Nicholls beruhte. Danach wäre Steele mit Tucker, Rolfe und Tate in die Workhouse Lane gefahren, um dort ein Geschäft mit Kokain abzuschließen. Unter dem Vorwand auf die Toilette zu müssen, sei Steele ausgestiegen. Whomes hätte derweil in der Nähe im Schnee gewartet und ihm die Tatwaffe überreicht. Danach hätte Steele zunächst Tucker, Rolfe und als letztes Tate erschossen. Danach wurden sie von Nicholls abgeholt. Das Motiv für die Tat soll eine gestreckte Lieferung Cannabis gewesen sein, die für Streit unter den fünf Männern gesorgt haben soll.
Im Januar 2000 erschien das Buch Bloggs 19 von Tony Thompson, das auf den Erinnerungen von Nicholls beruht. „Bloggs 19“ war der Deckname von Nicholls im Zeugenschutzprogramm. Im Zuge der Veröffentlichung kam heraus, dass der Vertrag für das Buch bereits mehrere Monate vor dem Gerichtsverfahren gegen Steele und Whomes abgeschlossen worden war. Die Glaubwürdigkeit des Zeugens war damit nicht mehr zweifelsfrei gegeben und so strebten die Anwälte von Whomes und Steele ein neues Verfahren an. Am 22. Februar 2006  fand eine Anhörung statt, die jedoch scheiterte. Der Fall wurde nicht wieder aufgerollt, da die Richter die Aussagen von Nicholls als glaubhaft ansahen. Eine Beeinflussung des Zeugens durch den Buchvertrag hielten sie für nicht gegeben. 2007 rief der Anwalt von Michael Steele den Europäischen Gerichtshof an, da sein Klient so kein faires Verfahren erhalten habe. Die Polizei und das Gericht habe Beweise zurückgehalten, die die Glaubwürdigkeit des Zeugens unterminiert hätten. 2025 soll Steele entlassen werden.

## Bearbeitungen
Neben Tony Thompsons Buch Bloggs 19 veröffentlichten noch zwei weitere Autoren Bücher, die sich mit dem Mord beschäftigen. Bernhard O’Mahoney schrieb mehrere Bücher über seine Zeit mit den Essex Boys, in denen die Tat einen größeren Teil einnahm. Er bezweifelt darin die Täterschaft von Steele und Whomes. Zwei seiner Bücher wurden verfilmt: Essex Boys als „Gangsters – The Essex Boys“ (2000) und Bonded by Blood 2010 als Footsoldier 2. O’Mahoney betreibt zudem eine eigene Website zum Thema.
Carlton Leach beschreibt in seinen Memoiren Muscle den Mord als Wendepunkt seiner kriminellen Karriere. Die Memoiren wurden 2007 als Rise of the Footsoldier verfilmt. Die Verfilmung endet mit dem Dreifachmord.